# Moritz Lämmel
Karl Moritz Lämmel (auch: Carl Moritz Lemmel; * 1822 in Leipzig; Todesdatum unbekannt) war ein deutscher Kupfer- und Stahlstecher.

## Leben
Moritz Lämmel studierte an der Münchener Akademie. Er war der Vater von Martin Lämmel.

## Werke

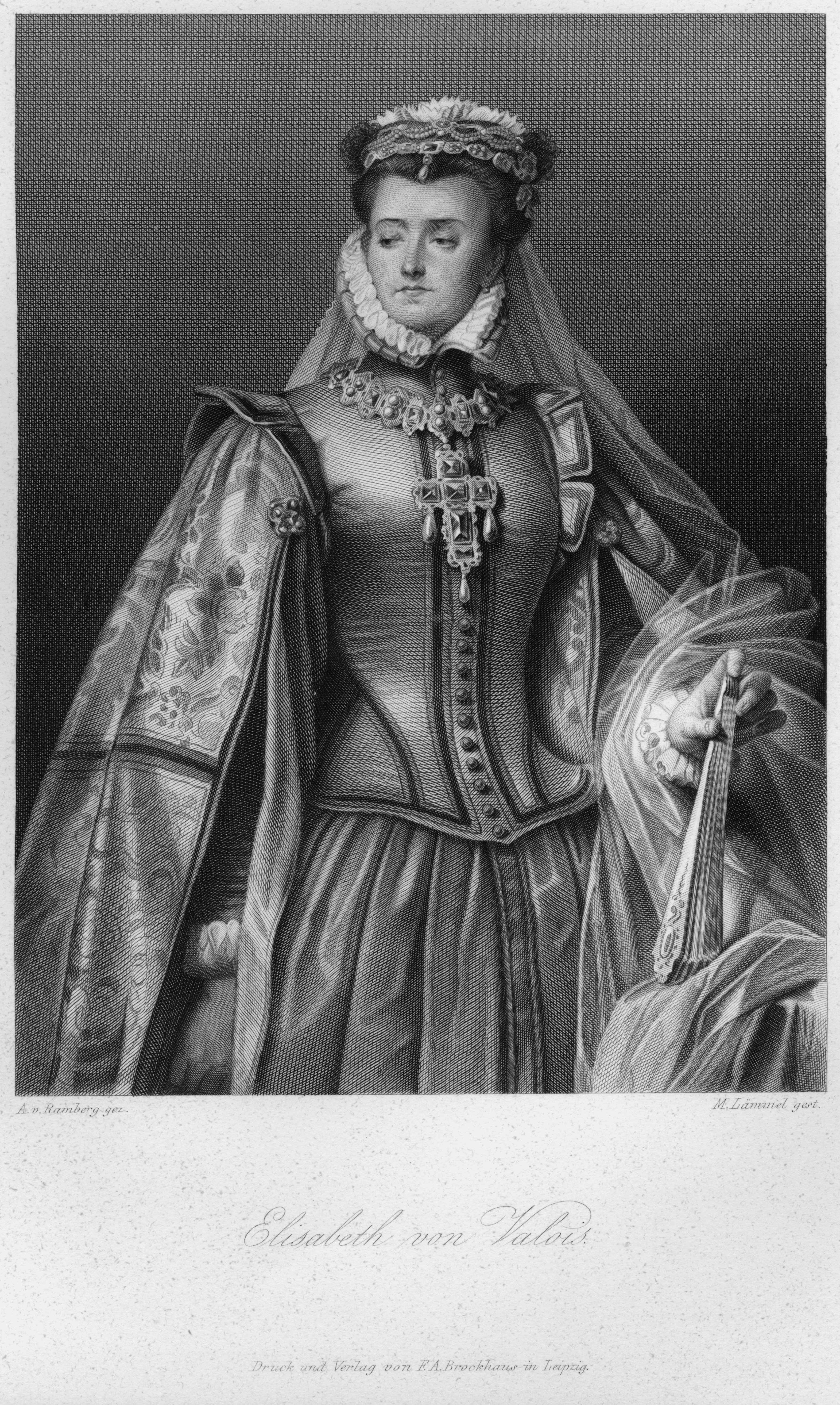
Elisabeth von Valois aus Schillers Don Carlos;
Stahlstich nach Ramberg, Schiller-Galerie, um 1859

Von Lämmel sind zahlreiche Porträt-Stahlstiche bekannt. Nach Vorlagen von Friedrich Pecht und Arthur von Ramberg stach er für die 1859 erschienene Schiller-Galerie und die 1864 erschienene Goethe-Galerie.